# Pante Macassar

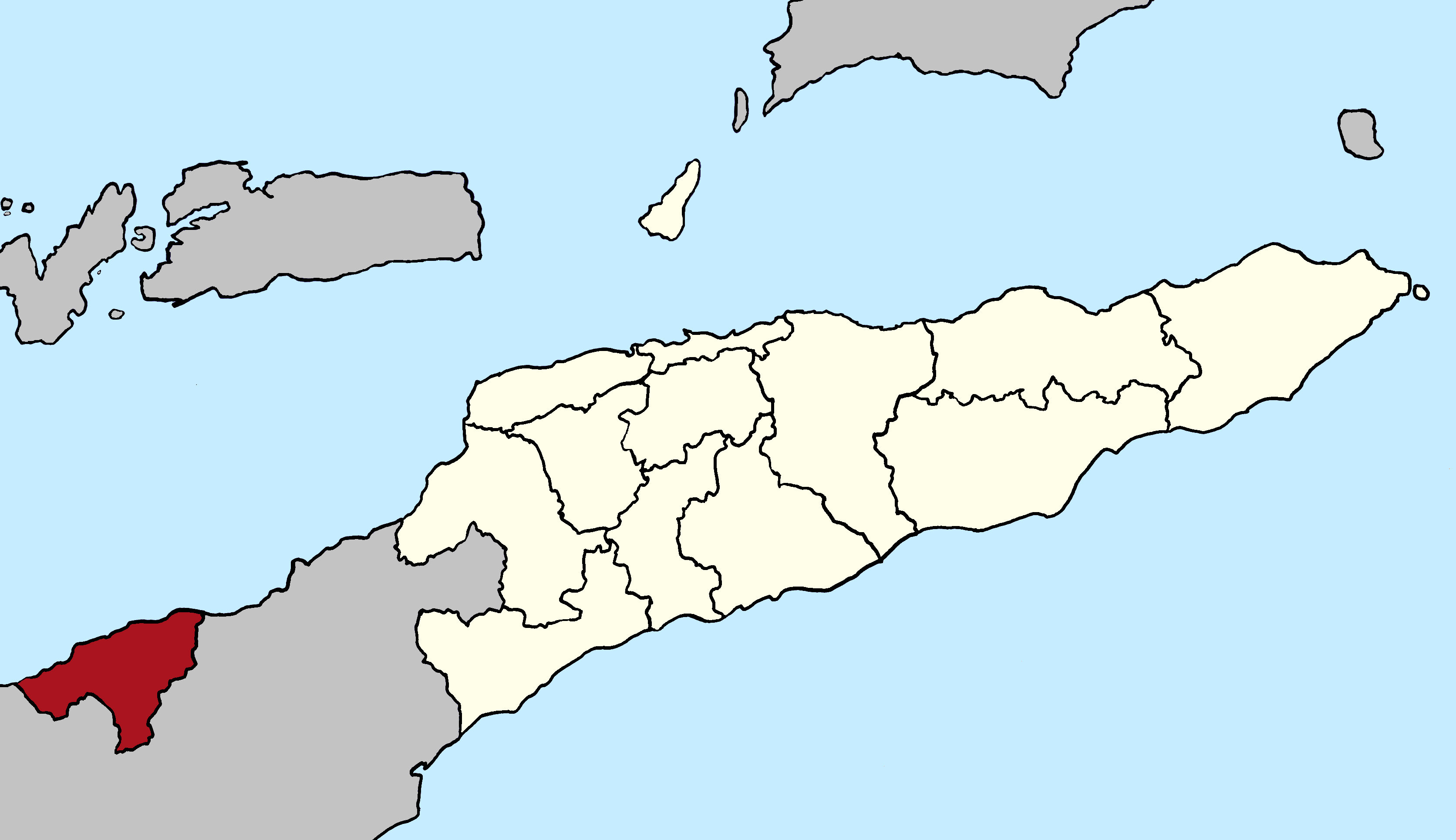
Localização de Pante Macassar.

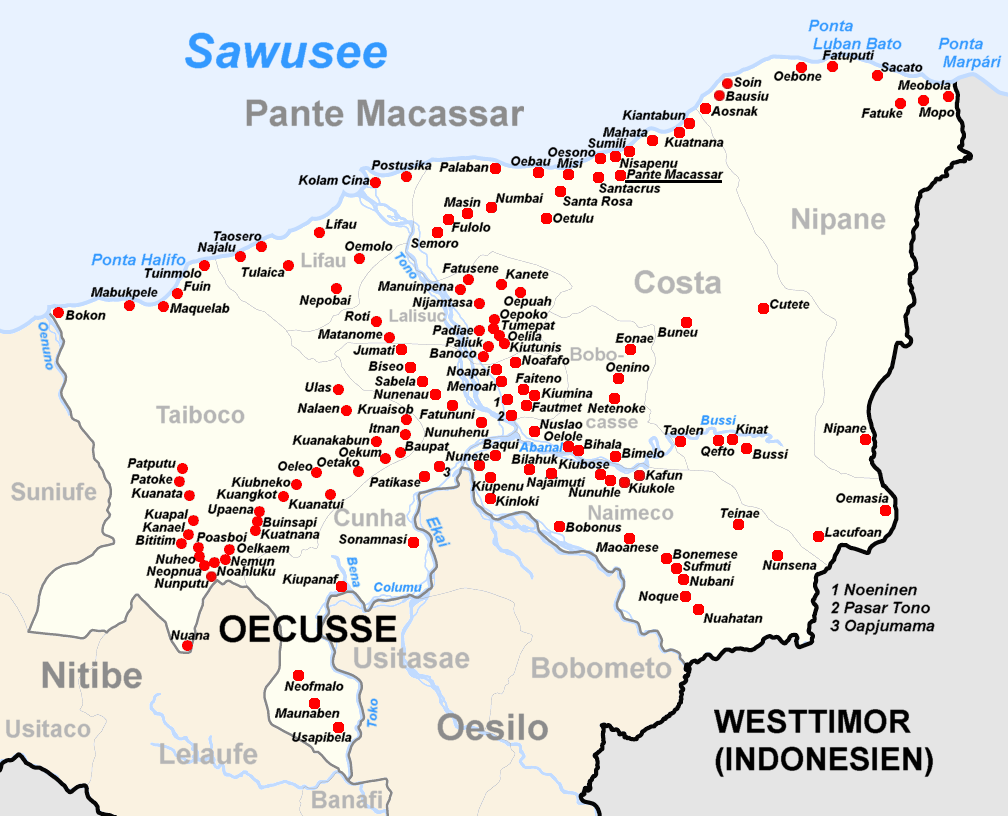
Posto administrativo de Pante Macassar.

Pante Macassar (em tétum Pante Makasar) é uma cidade da costa norte de Timor-Leste, 281 km a oeste de Díli, a capital do país. A cidade de Pante Macassar tem 10 mil habitantes e é capital do município de Oecusse, pequeno território de 815 km² encravado em pleno Timor Ocidental e isolado do resto do país.

## Origem do nome
Pante Macassar, significa literalmente "praia dos macassares", numa alusão aos negociantes do porto de Macassar, nas Celebes (Sulawesi, em indonésio), que costumavam reunir-se neste ponto. Localmente Pante Macassar é também conhecida por Oecussi, que significa literalmente "cântaro de água", e que era o nome de um dos dois reinos originais que formam o actual enclave. O outro era Ambeno.

## História
Pante Macassar — mais precisamente Lifau, nos arredores da cidade actual — foi o local onde os portugueses desembarcaram pela primeira vez na ilha de Timor e onde  foi estabelecida a primeira capital do Timor Português. Esta situação prolongou-se até 1767, quando a capital da colónia foi transferida para Díli, mercê dos constantes ataques dos holandeses. No tempo dos portugueses, Pante Macassar foi também conhecida como Vila Taveiro.
A sua localização afastada do resto de Timor-Leste, fez com que Oecusse, e especificamente Pante Macassar, fosse a primeira parcela do território a ser ocupada pela Indonésia em 29 de Novembro de 1975.
Em 1999, nos tumultos que acompanharam a realização do referendo pela independência, Pante Macassar foi particularmente fustigada pela acção destruidora das milícias pró-integração, apoiadas pelo exército indonésio. Foram enforcados 65 civis apoiantes da independência e 90 porcento das construções incendiadas.
Na actualidade, a "cidade" não é muito mais do que uma meia dúzia de filas de casas junto a uma praia de águas cristalinas, delimitada por palmeiras. Não há televisão, nem bancos e a criminalidade é praticamente desconhecida. A única estação de rádio funciona apenas quando o velho emissor o permite, e o fornecimento de electricidade está limitado a cinco horas durante a noite. Duas vezes por semana, o isolamento é momentaneamente quebrado com a chegada do ferry-boat que faz a ligação com Díli, numa viagem que demora 12 horas. 